# San Martino in Campo
San Martino in Campo è una frazione del comune di Perugia (PG).
Il paese è interamente adagiato nella pianura alluvionale e si spinge fino alla sponda destra del fiume Tevere. Esso si trova a 179 m s.l.m., ad 11 km a S di Perugia, ed è popolato da 2 405 abitanti. Amministrativamente fa parte della IX circoscrizione "San Martino in Colle" del Comune di Perugia.

## Storia
Il territorio è caratterizzato da resti di colonizzazione umbra, etrusca e romana. Il nome deriva probabilmente dal fatto che vi si organizzava, in epoca romana, un Campo di Marte (accampamento di soldati). Esso venne poi dedicato dai cristiani a San Martino Guerriero, nel V secolo. L'opera dei Benedettini bonificò la zona intorno all'anno 1000, per poi fondarvi una pieve gestita dall'abbazia di San Pietro a Perugia. Nel 1163, un diploma del Barbarossa nomina il paese per la prima volta. Nel 1380 si dà avvio alla costruzione di un castrum fortificato, la cui opera fu continuata anche grazie ad una delibera dei Priori di Perugia, datata 1382. Dal XVI secolo in poi, San Martino in Campo entra definitivamente nel novero dei territori di Perugia.

## Economia
Durante il XX secolo la tradizionale economia basata sull'agricoltura è passata alla piccola e media industria. Verso la metà del XX secolo vi erano due industrie principali: il conservificio Drommi e l'azienda di mangimi ed allevamenti Valigi, entrambe ora dismesse. Una delle principali aziende attuali si occupa di produzione di uova di gallina, distribuite in tutto il Centro Italia. Dalla metà degli anni '80, il settore terziario è diventato il più sviluppato.

## Monumenti e luoghi d'arte

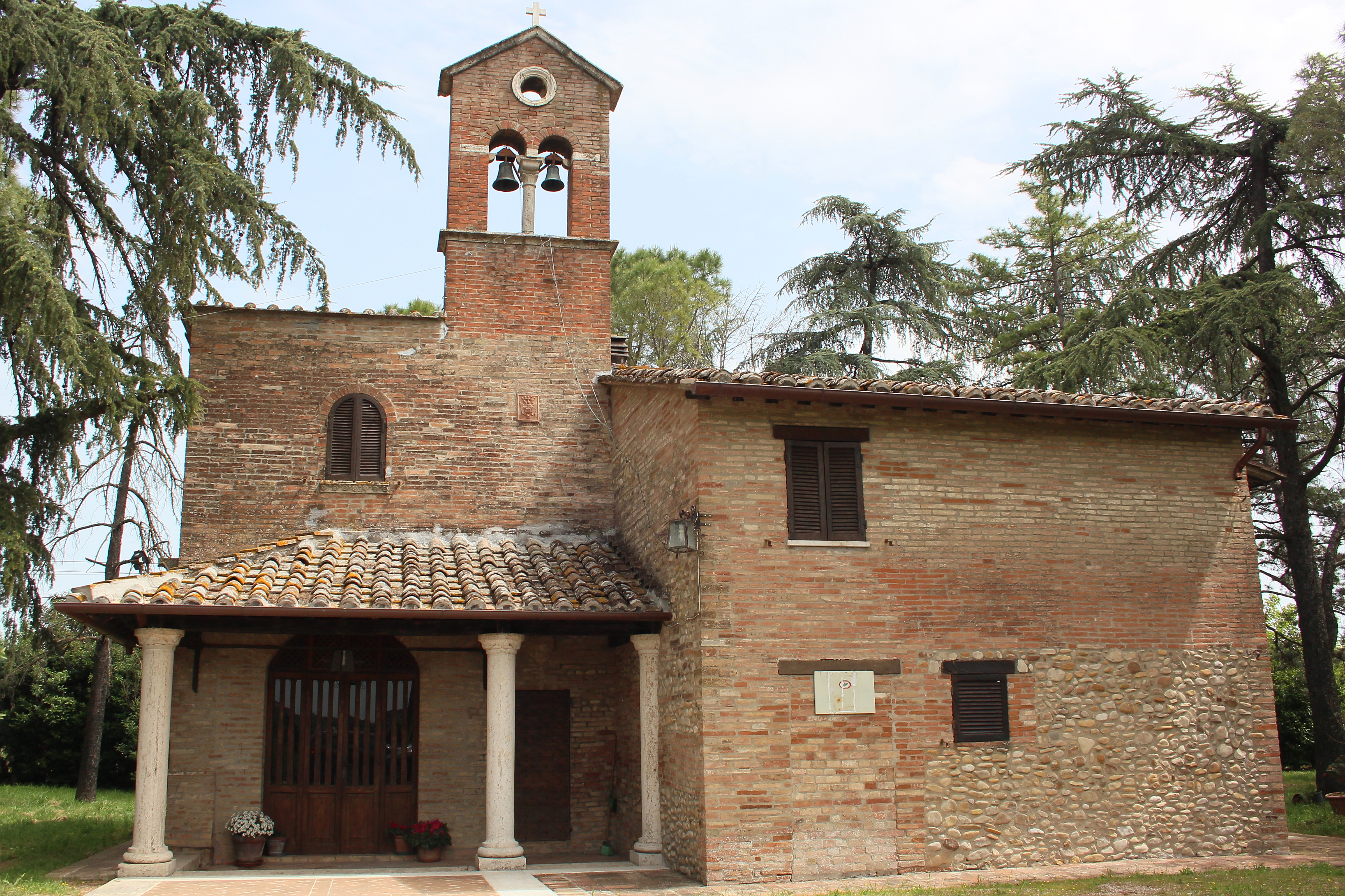
La chiesa della Madonnuccia

- Castello di S. Martino (XIV secolo), con pianta quadrangolare e quattro torri angolari. Oggi ne rimangono alcune vestigia, inglobate nella struttura della chiesa parrocchiale e in alcune case private;
- Chiesa della Madonnuccia Ciribifera (XIII - XIV secolo), un antico oratorio situato in aperta campagna. All'interno contiene affreschi attribuiti a Andrea d'Assisi detto l'Ingegno, allievo del Perugino;
- Cappella della Compagnia della Morte (XVII secolo);
- Oratorio del Corradini (1616), piccola cappella in prossimità del fiume Tevere;
- Villa Donini (XVIII secolo), costruita dalla famiglia dei potenti Conti Donini, ricchi borghesi provenienti da Firenze e stabilitisi a Perugia per acquisire il titolo onorifico. Essa ne costituiva la residenza di campagna, edificata in stile pre-neoclassico. Le sale interne e la cappella privata sono decorate da tele ed affreschi dei pittori Giuli e Appiani (XVIII secolo), mentre il parco esterno, cinto ancora dal muro originale, contiene alberi secolari;
- Palazzetto di caccia dei Conti Donini, costruito dalla famiglia Donini nel 1760, in Voc. "Bagnolo". Realizzato in mattoni, con 6 pilastri centrali e volte a crociera ai piani terra e primo.  Presenta il tipico "ornato" settecentesco e tracce dell'originario intonaco a calce. All'epoca della costruzione, con i quasi 16 m di altezza, era uno degli edifici più alti della periferia sud di Perugia. Ora è utilizzato per attività ricettiva ed extra-alberghiera.
- Chiesa parrocchiale (1866), in stile quattrocentesco, conserva una immagine di Madonna col Bambino (Madonna della Scala)del XV secolo. È dotata di un imponente organo Kemper con 1420 canne, costruito nel 1952.

## Sport
- Polisportiva "Nuova Alba" S.Martino in Campo "Calcio maschile e femminile, pallavolo"
- Centro polisportivo (tennis, calcetto)
- Centro di vita associativa (pallacanestro, Ju-Jitsu).

## Rioni
San Martino in Campo è diviso in quattro rioni: Cipressi, Logge, Fondicchio e Fondaccio.  
Il simbolo dei Cipressi è il gallo, quello del Fondicchio è un grillo, del Fondaccio la ginestra e delle Logge una Loggia. 
La festa dei rioni inizia ogni anno la terza domenica di Maggio in commemorazione della "Madonna della Scala" patrona del paese.